# Earliella
Earliella — монотиповий рід  деревних грибів родини Polyporaceae. Назва вперше опублікована 1905 року.

## Класифікація
До роду Earliella відносять 1 вид:'
- Earliella scabrosa.